# Il guardiano di Red Rock
Il guardiano di Red Rock (Warden of Red Rock) è un film per la televisione del 2001 diretto da Stephen Gyllenhaal.